# Away We Go
Away We Go (Brasil: Distante Nós Vamos / Portugal: Um Lugar para Viver[carece de fontes?]) é uma comédia dramática de 2009 dirigido por Sam Mendes e escrito pela equipe de Dave Eggers e Vendela Vida. O filme é estrelado por John Krasinski, Maya Rudolph, Allison Janney, Catherine O'Hara, Jeff Daniels, Paul Schneider, Carmen Ejogo, Chris Messina, Melanie Lynskey, Josh Hamilton, Jim Gaffigan e Maggie Gyllenhaal.
Ele teve o lançamento limitado nos cinemas dos Estados Unidos a partir do dia 5 de junho de 2009. Ele abriu a Edinburgh International Film Festival na Escócia.
O filme foi lançado em DVD e Blu-ray em 29 de setembro de 2009.

## Elenco
- John Krasinski como Burt Farlander
- Maya Rudolph como Verona De Tessant
- Carmen Ejogo como Grace De Tessant
- Jeff Daniels como Jerry Farlander
- Catherine O'Hara como Gloria Farlander
- Allison Janney como Lily
- Jim Gaffigan como Lowell
- Maggie Gyllenhaal como LN
- Josh Hamilton como Roderick
- Melanie Lynskey como Munch Garnett
- Chris Messina como Tom Garnett
- Paul Schneider como Courtney Farlander

## Recepção da Crítica
O filme teve em sua maioria reviews mistos á positivos pelos críticos especializados. No Rotten Tomatoes tem 68/100 baseado em 185 comentários e o consenso dos críticos foi que:"Construído sobre um conjunto de peculiaridades e encantos tão perceptíveis quanto intercambiáveis, o Away We Go é uma viagem agradável, mas desigual".. No Metacritic tem revisões mistos dos críticos.ref>Away We Go, consultado em 20 de dezembro de 2019</ref>.
Roger Ebert elogiou o filme principalmente os protagonistas mais chamou o enredo do filme de "comum"A revista Time deu uma revisão mista ao filme o chamando de "Uma comédia fronteiriça inchada e criminalmente julgadora". A USA today deu uma avaliação positiva ao filme dizendo que é "Um filme com performances memoráveis e envolventes"